# ナッソー・ベテランズ・メモリアル・コロシアム
ナッソー・ベテランズ・メモリアル・コロシアムはニューヨーク州ユニオンデールに位置する屋内競技場。主にアイスホッケーやアリーナフットボールの試合が行われていた。

## 概要
こけら落としは1972年。開業当初からNHLのニューヨーク・アイランダース、AFLのニューヨーク・ドラゴンズ、NBAのニューヨーク・ネッツの本拠地としても使用されていた。また、WWFのレッスルマニア2も開催されたことがあった。
ロック・バンドのコンサート会場として利用される場合も多い。現地では「ナッソー・コロシアム」または「ザ・コロシアム」の名称で親しまれている。
ニューヨーク・アイランダーズは、2015-16シーズンよりブルックリン区のバークレイズ・センターに本拠地を移すことを発表している。その代わり、同コロシアムは大規模な改修工事を行うことにしている。現コロシアムの最終公演は2015年8月4日に開催されるビリー・ジョエルの公演である。
大規模リニューアル後は2018年から毎年ニューヨーク・オープンが開催されている。またアイランダースは2021年完成予定のUBSアリーナが完成するまでの間、バークレイズ・センターとのダブル本拠地を構えることになった。

## 外部サイト
- 公式サイト

| 先代 アイランド・ガーデン             | ニューヨーク・ネッツの本拠地 1972–1977                                                     | 次代 Rutgers Athletic Center            |
| 先代 マディソン・スクエア・ガーデン I | レッスルマニア会場 2 ローズモント・ホライズン ロサンゼルス・メモリアル・スポーツ・アリーナ | 次代 ポンティアック・シルバードーム III |
| 先代 キャピタル・センター             | NHLオールスターゲーム会場 1983                                                             | 次代 ブレンダン・バーン・アリーナ       |